# Rougemont (Côte-d’Or)
Rougemont – miejscowość i gmina we Francji, w regionie Burgundia-Franche-Comté, w departamencie Côte-d’Or.
Według danych na rok 1990 gminę zamieszkiwało 158 osób, a gęstość zaludnienia wynosiła 17 osób/km² (wśród 2044 gmin Burgundii Rougemont plasuje się na 753. miejscu pod względem liczby ludności, natomiast pod względem powierzchni na miejscu 972.).